# Audifax Barcelos
Audifax Charles Pimentel Barcelos (Serra, 9 de maio de 1964) é um economista, administrador de empresas e político brasileiro filiado ao Progressistas (PP). Já foi deputado federal e prefeito do município da Serra por 3 mandatos.

## Biografia
Audifax é casado com Mara Barcelos e tem dois filhos. É membro da Igreja Batista de Vitória desde 1982.
Graduou-se em dois cursos superiores: Economia e Administração de Empresas, ambos pela Universidade Federal do Espírito Santo (UFES). Sua carreira profissional iniciou-se quando ocupou o cargo de auxiliar administrativo da Prefeitura de Vitória e, depois, da Assembleia Legislativa. Durante 1988 e 1989, foi Secretário de Planejamento de Vila Velha.
Em 2010 foi eleito deputado federal para a 54.ª legislatura, com 161.856 votos (8,58% dos válidos), tendo sido o mais votado no Espírito Santo.
Já em 2012, elegeu-se prefeito da cidade da Serra pelo Partido Socialista Brasileiro (PSB), no primeiro turno das eleições, com 61,39% dos votos válidos (131.245 votos).
Em 2016, pouco antes do início do pleito eleitoral para a disputa à reeleição ao cargo de prefeito, foi internado, acometido de um quadro de pneumonia, choque séptico e insuficiência respiratória aguda. O quadro foi considerado grave, levando-o a ficar 20 dias na UTI. Após sua recuperação, foi reeleito prefeito da Serra, recebendo 51,21% dos votos válidos, perfazendo um total de 112.344 votos.
Em 2018, sob a administração de Audifax, a cidade de Serra foi declarada a cidade mais transparente do Brasil pela Controladoria Geral da União.
Em 2022, Audifax concorreu ao cargo de governador do Espírito Santo pela Rede Sustentabilidade, recebeu 135.512 votos (6,51% dos válidos), ficando fora do segundo turno, disputado por Carlos Manato (PL) e Renato Casagrande (PSB). Após o primeiro turno, Audifax declarou apoio a Manato e desfiliou-se do partido que o lançou ao governo estadual, após a sigla apoiar a reeleição de Casagrande ao governo do Espírito Santo.
Candidatou-se novamente a Prefeitura da Serra, onde governou por três mandatos, nas eleições de 2024. Obteve apenas 23,96% dos votos válidos, ficando em 3º lugar e não chegando ao segundo turno. Não declarou apoio a nenhum dos candidatos que disputaram o segundo turno, assim como seu partido. 